# Findlay (Ohio)
Findlay – miasto w Stanach Zjednoczonych, w północno-zachodniej części stanu Ohio, siedziba administracyjna hrabstwa Hancock. Liczba mieszkańców w 2000 roku wynosiła 39 303. Przez Findlay przebiega Autostrada międzystanowa nr 75.